# Олаф Дървосекача
Олаф Дървосекача (на старонорвежки: Ólafr trételgja; на шведски: Olof Trätälja; на норвежки: Olav Tretelgja) е полулегендарен конунг от династията Инглинги. Той бил първият от династията, когото шведите изгонили завинаги от Гамла Упсала – древната столица на Инглингите.
Олаф Дървосекача бил син на Ингялд Коварния и съпругата му Гаутхилд, принцеса от Вестерйотланд, историческа област в Западна Швеция. Именно във Вестерйотланд бил изпратен Олаф от майка си според тогавашната традиция, за да бъде възпитаван, и там той израснал.
След като баща му бил убит и тъй като шведите вече били настроени враждебно към Инглингите след жестокостите, които извършил баща му, Олаф разбрал, че не може да се върне повече в Упсала. Той събрал хората си и потърсил убежище в Нерке – област в централната част на Швеция, където имал роднини (неговият прадядо по майчина линия някога бил конунг там). Когато обаче шведите разбрали за бягството му, те го нападнали там, и на Олаф се наложило да бяга през гъстите гори и планинските местности още по на запад чак до езерото Венерн и устието на река Кларелвен, където се намира днешният град Карлстад. Районът бил покрит с гъсти гори и за да се заселят там и да се сдобият с обработваеми площи, се наложило Олаф и хората му да изсекат горите. Шведите, научавайки за това, започнали да наричат Олаф подигравателно Дървосекача. След заселването, Олаф нарекъл областта Вермланд.
Олаф се оженил за Сьолвейг Халвдансдотир, дъщерята на Халвдан Златния зъб, конунга на Солейяр (историческа област в Норвегия, част от Хедмарк). Единият от синовете им бил Ингялд, а другият Халвдан Бялата кост, който съумял да разшири в значителна степен бащините си владения.
Сагите разказват подробно за смъртта на Олаф Дървосекача. Поради слабата реколта, която не била достатъчна да изхрани големия брой шведи, преселили се заедно с Олаф във Вермланд и настъпилия глад, хората решили, че конунгът е виновен за неблагополучията им и че трябва да бъде принесен в жертва на Один. Те го обкръжили в дома му на брега на езерото и го изгорили.